# Biogradska Gora
Biogradska Gora je název jednoho z pěti národních parků v Černé Hoře. Nachází se ve středu až severovýchodu země, nedaleko řeky Tara a města Kolašin v pohoří Bjelasica. Byl zřízen roku 1952. Jeho základy byly položeny už v roce 1878 králem Nikolou I., který se zasadil o jeho ochranu. Jedná se o nejstarší národní park v Černé hoře.
Park má rozlohu 5 650 hektarů. Jeho střed tvoří Biogradsko jezero (ledovcového původu), obklopují jej hory vysoké 2 000 m n. m. (nejvyšším vrcholkem je Crna Glava s výškou 2 139 m n. m.) a také se v blízkosti jezera nachází vyhlídka Bendovac. Park je významný hlavně díky své fauně a flóře, zastoupené řadou endemitních druhů. Asi 1 600 hektarů parku je pokryto původními, do velké míry nedotčenými lesy. Jde především o bukové nebo smíšené buko-jedlové porosty. Stáří některých jedinců je odhadováno na více než 400 let.

## Fotogalerie

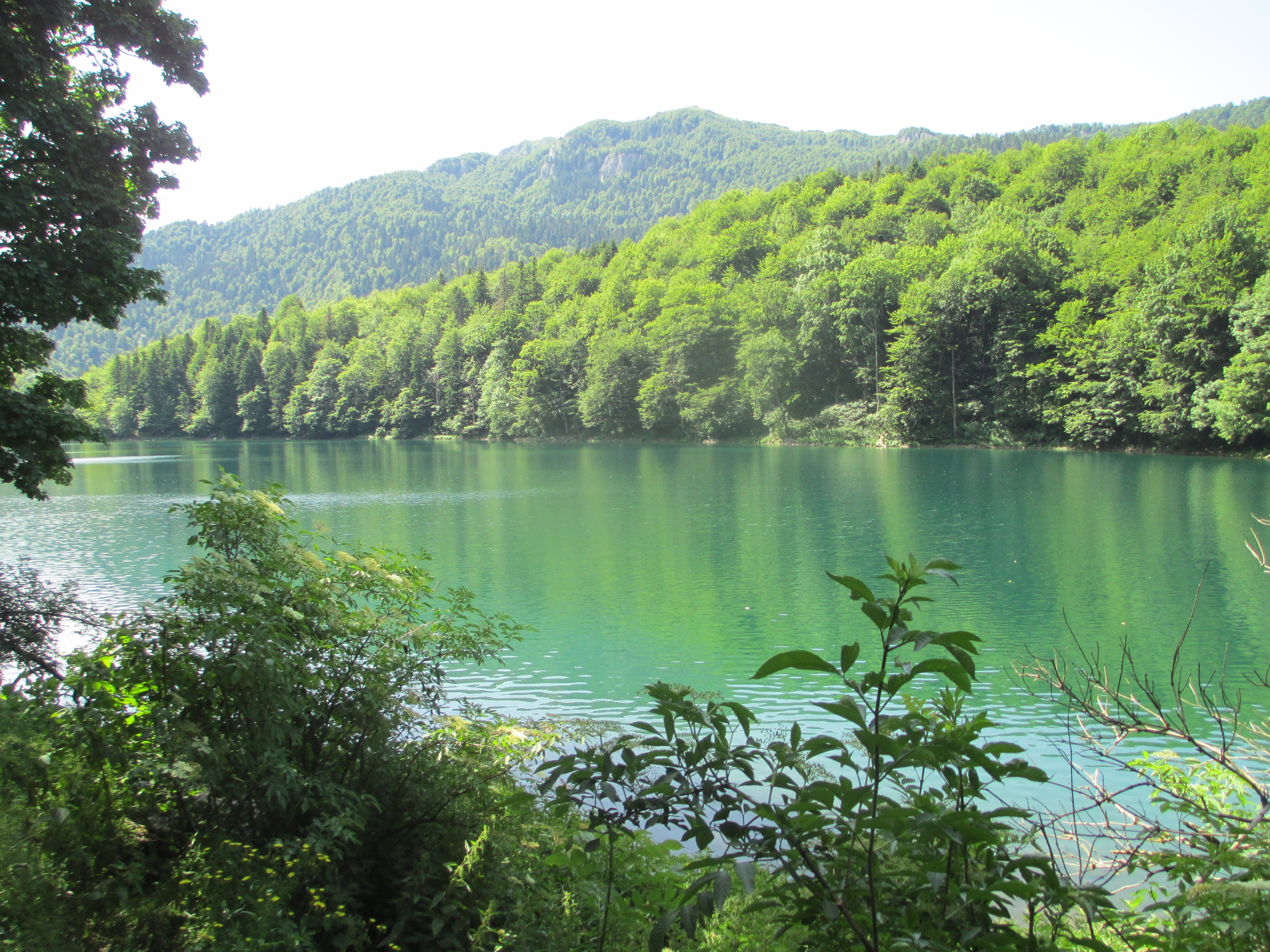
Biogradské jezero
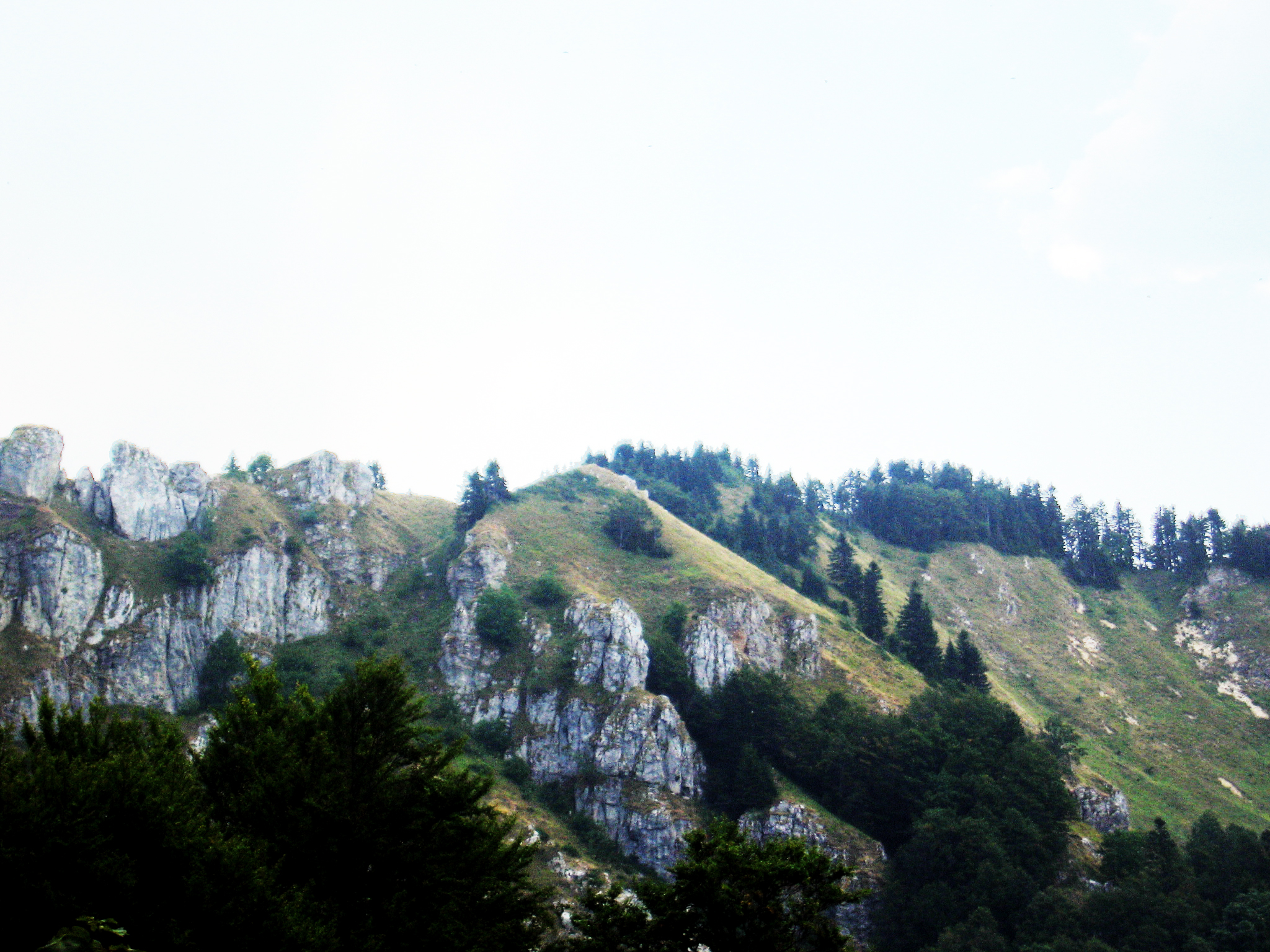
Hora Bjelasica
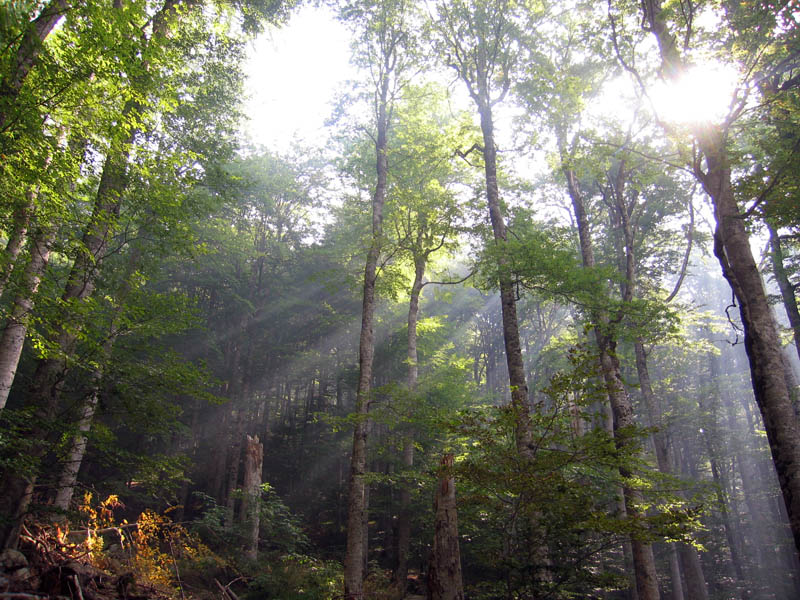
Panenský les kolem jezera
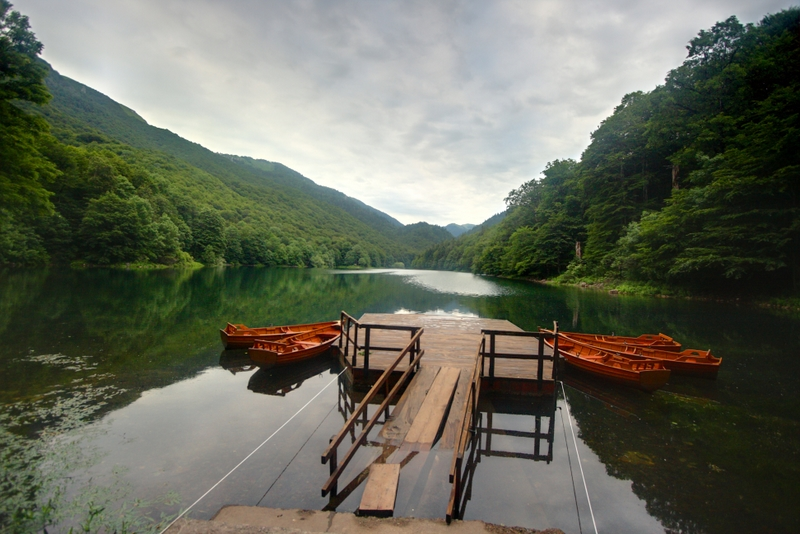
Turistické veslice na jezeře
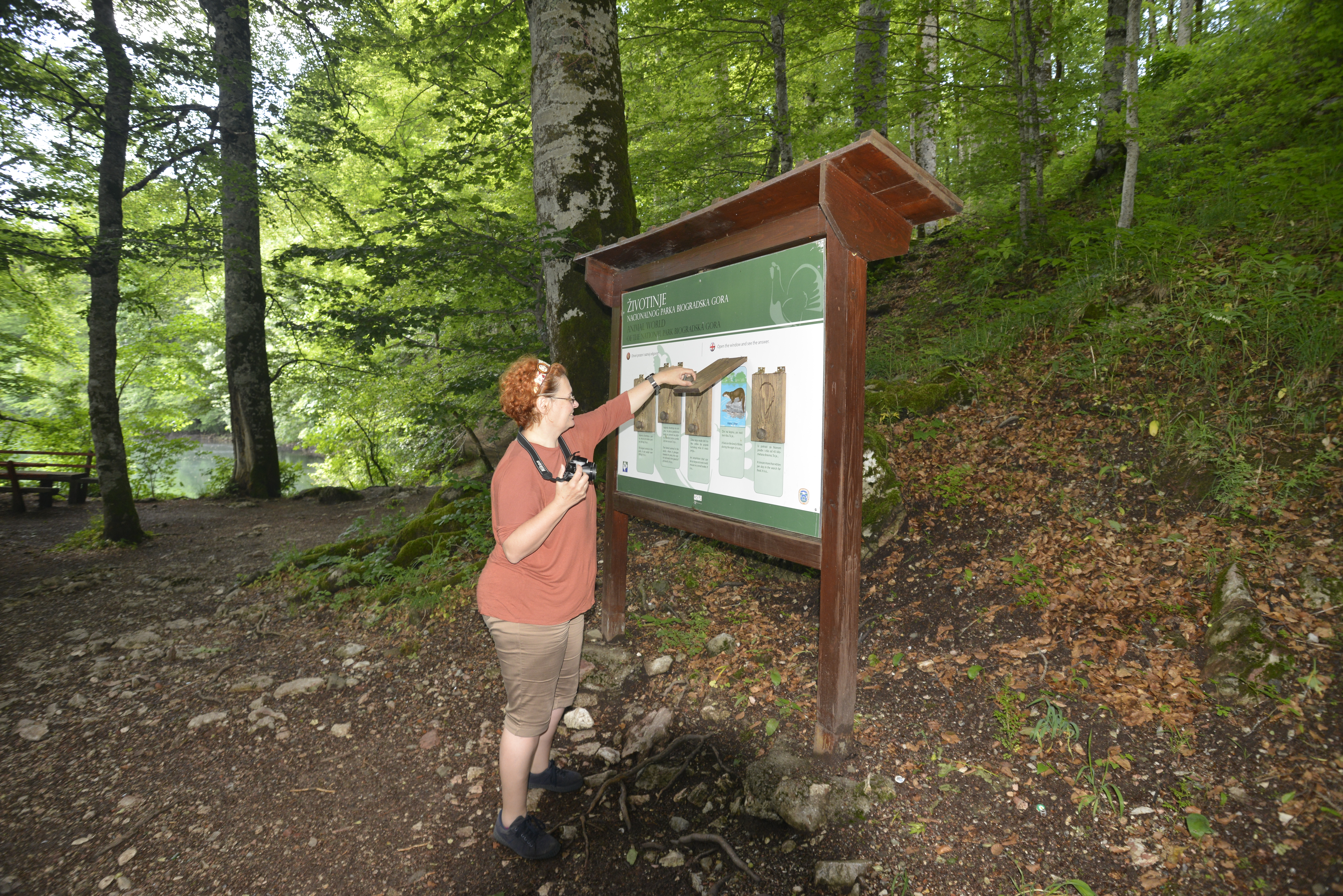
Naučné stezky podél turistické stezky